# Wang Shouren

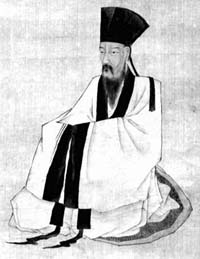
Wang Shouren

Wang Shouren (chinesisch 王守仁, Pinyin Wáng Shǒurén, W.-G. Wang Shou-jen, geb. 1472; gest. 1529) war ein Philosoph neokonfuzianistischer Tradition während der chinesischen Ming-Dynastie. Nach Zhu Xi wird er gemeinhin als der wichtigste neokonfuzianische Denker erachtet. Ebenfalls bekannt ist er unter dem Namen Wang Yangming (王阳明,  Wáng Yángmíng). Er verweigerte sich der dualistischen Interpretationen des Neokonfuzianismus nach Zhu Xi. Wang war in literarischen Kreisen auch als Wang Ming Xiansheng (王明先生,  Wáng Míng Xiānshēng) oder Wang Mingzi (王明子,  Wáng Míngzi) bekannt.

## Leben und Wirken
Geboren als Wang Shouren in Yuyao in der Provinz Zhejiang wurde Wang der Höflichkeitsname Bo’an (伯安,  Bó’ān) verliehen. Sein Vater war Graf und Minister. Wang erhielt seinen ersten Beamtengrad im Jahr 1492 und seinen zweiten im Jahr 1499. Er diente als Assistent in verschiedenen Ministerien, bis er im Jahre 1506 wegen scharfer Kritik an einem einflussreichen Eunuchen verbannt wurde. Später wurde Wang allerdings Gouverneur von Jiangxi.
Wang wurde ein erfolgreicher Feldherr und war bekannt für die strenge Disziplin, die er seinen Truppen auferlegte. Im Jahre 1519, während seiner Zeit als Gouverneur der Provinz Jiangxi, unterdrückte er den Aufstand des Prinzen Zhu Zhenhao. Dabei nutze er als einer der Ersten eine neuartige Hinterlader-Kanone namens Fo-lang-ji (佛郎機 / 佛郎机) in der Schlacht, die von den neu in China angekommenen portugiesischen Händlern ins Land gebracht wurde. Als Gouverneur Jiangxis hat er darüber hinaus auch Schulen gebaut, Rebellen rehabilitiert und wieder neu aufgebaut, was vom Feind während des Aufstandes zerstört wurde.

## Philosophie
Wang war die führende Figur in der neo-konfuzianistischen Denkschule, die von Lu Jiuyuan in der Südlichen Song-Dynastie gegründet wurde. Diese Schule trat für eine Weiterführung der Gedanken des Menzius ein und fokussiert sich dabei auf die Einheit von Wissen und Handeln. Die ihr entgegengesetzte Schule des Prinzips (理,  lǐ) behandelt Erkenntnisgewinn als eine Art Vorbereitung oder Selbstkultivierung, die nach erfolgreichem Abschluss das Handeln erst anleiten kann.

### Angeborenes Wissen
Wang Yangming entwickelte die Idee des angeborenen Wissens. Er argumentierte, dass jeder Mensch von Geburt an den Unterschied zwischen Gut und Böse kennt. Solches Wissen ist intuitiv und nicht rational. Wang Yangming lehnt sich dabei eng an Menzius gutes bzw. ursprüngliches oder auch angeborenes Wissen (良知,  liángzhī) an. Die Ideen Wangs in dieser Richtung inspirierten später prominente japanische Denker wie Motoori Norinaga. Dieser argumentierte, dass aufgrund der Shinto-Gottheiten Japaner allein die intuitive Fähigkeit hätten, Gut und Böse zu unterscheiden. Seine Schule des Denkens (Ōyōmei-Gaku auf Japanisch; Ō steht für den Nachnamen „Wang“, Yōmei steht für „Yangming“, Gaku bedeutet „Schule des Lernens“) hat ebenfalls stark die japanische Samurai-Ethik beeinflusst.
Eng mit dem angeborenen Wissen hängen auch Wangs Einstellungen zum Handeln selbst. Ganz in der Tradition, unterschiedliche Aspekte der Philosophie auf einen Ursprung zurückzuführen, ist für Wang gutes Handeln auch zwangsläufige Folge des angeborenen Wissens um gutes Handeln. Mithilfe eines Bildes zur kindlichen Pietät versucht er, diese Zusammenhänge deutlich zu machen: Das Pietätsgefühl gegenüber den Eltern sei nicht vom Verhalten oder den Eigenschaften der Eltern abhängig, sondern bereits im menschlichen Herzen angelegt und drängt dabei ganz natürlich nach Verwirklichung.

### Geist und Welt
Wang hält die Phänomene in der Welt nicht für völlig unabhängig vom Verstand des Einzelnen vorhanden, denn der Geist formt diese Phänomene erst. Der Geist allein ist die Quelle aller Vernunft. Deutlich wird dieses an einem Gespräch Wangs mit einem Freund über die Blüten eines Baumes. Der Freund bezweifelt, dass der Baum in seiner Blüte irgendetwas mit dem menschlichen Geist zu tun hat, also vollständig extern vorhanden sei. Wang Yangming antwortete ihm daraufhin:

„Bevor du diese Blüten betrachtet hattest, befanden sich sowohl sie als auch dein Herz in einem Zustand der stummen Leere. Erst in dem Augenblick, als du sie ansahest, leuchteten sie plötzlich auf in ihren Farben und gewannen ihre klare Gestalt. Daraus kannst du ersehen, daß sie außerhalb deines Herzens überhaupt nicht existieren.“

Auch hier zeigt sich der Bezug Wangs auf das Innere als der Quelle von allem.

### Erhellte Tugend
Mit dem Konzept von Geist und Welt verleiht Wang Yangming dem Buch Großartiges Lernen (大學) eine neue, wohl auch metaphysischere Bedeutung.
Im Großartiges Lernen spricht von den drei Hauptschnüren und acht Nebendrähten. "Die drei Schnüre sollen" erhellte Tugend(明德) manifestieren, Menschen lieben und im höchsten Wohl ruhen. "Wang Yangming definiert großartiges Lernen als das Lernen des großartigen Mannes. In Bezug auf das Verständnis der erhellte Tugend(明德), schreibt er: Ein großartiger Mann ist eine alles durchdringende Einheit, die eins ist mit Himmel, Erde und allen Dingen. Er betrachtet die Welt als eine Familie und das Reich als ein Mann. Diejenigen, die die Unterscheidung von Körperformen betonen und so die Spaltung zwischen sich selbst und anderen herstellen, sind nur die kleinen Männer. Das Lernen des großartigen Menschen dient lediglich dazu, die Verdunkelung zu beseitigen und damit die erhellte Tugend zu manifestieren, um so die ursprüngliche Einheit von Himmel, Erde und allen Dingen wiederherzustellen.

### Berichtigung der Angelegenheit(正事)
Das Großartiges Lernen spricht auch von „acht kleinen Drähten“,nämlich die acht Schritte, die bei der spirituellen Kultivierung des Selbst zu befolgen sind. Die ersten sind die „Erweiterung des Wissens und die Untersuchung der Dinge“. Nach Wang Shouren bedeutet die Erweiterung des Wissens die Erweiterung des intuitiven Wissens(良知). Die Kultivierung des Selbst ist nichts anderes als das Folgen des intuitiven Wissens und dessen Umsetzung in die Praxis.